# Johan Vilhelm Pilo
Johan Vilhelm Pilo, född 2 oktober 1817 i Stockholm, död 3 januari 1870 på samma plats, var en svensk lantmätare.
Pilo tog lantmäteriexamen 1842 och tjänstgjorde vid avvittringen i Västernorrland 1845–1848. Han blev 1848 vice lantmätare och 1854 kommissionslantmätare i Västernorrlands län. Pilo bodde i både Umeå, Sundsvall samt i Tuna socken och var ledamot av lasarettsdirektionen. Pilo satt dessutom i Sundsvalls stadsfullmäktige 1863–1867. Han var dess ordförande 1865-1867. Han avled under ett besök i Stockholm.
Pilo gifte sig 1847 med Louise Christina Weinberg (1814-1907).